# Audi A6 e-tron

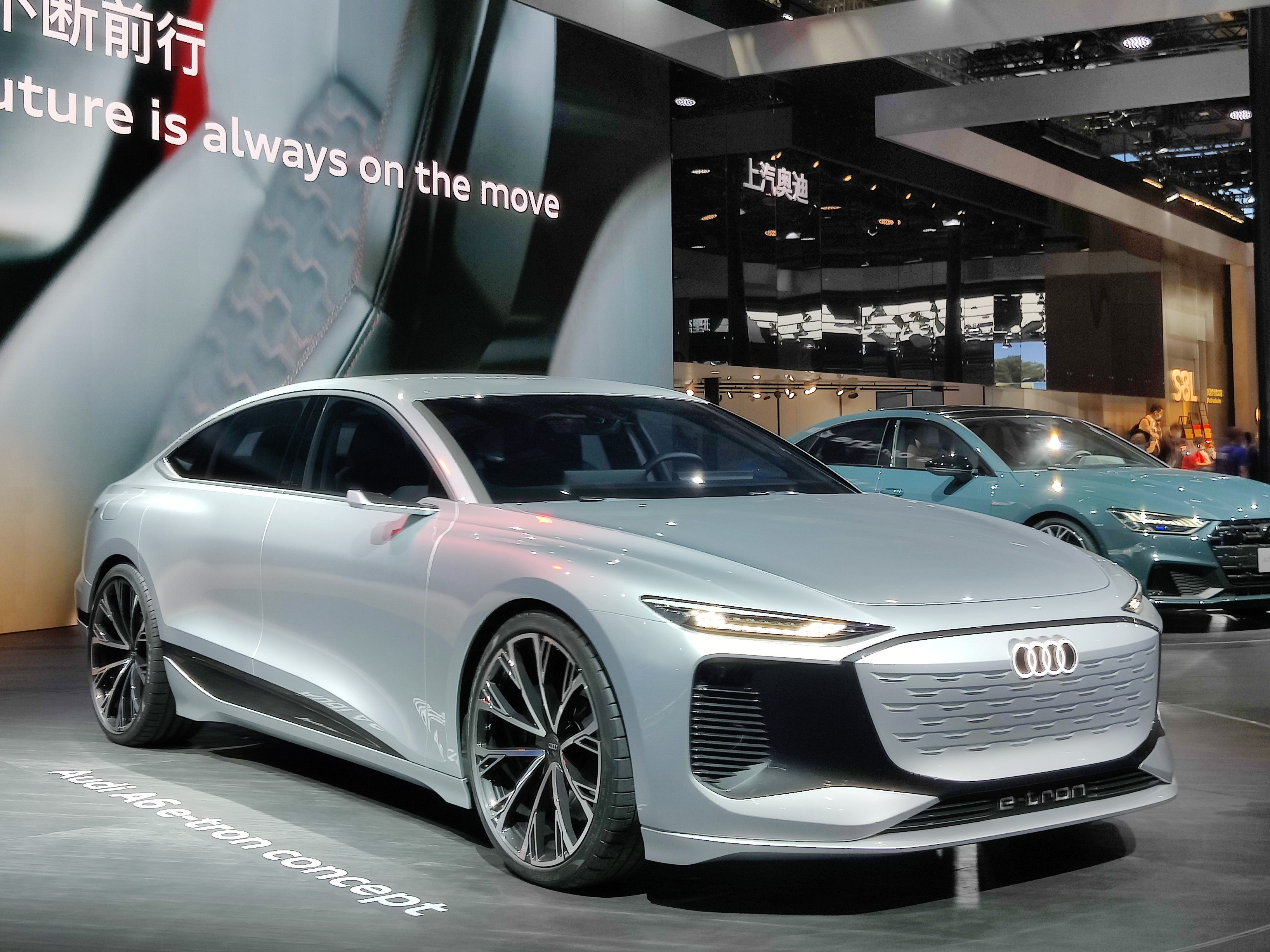
Вид спереди

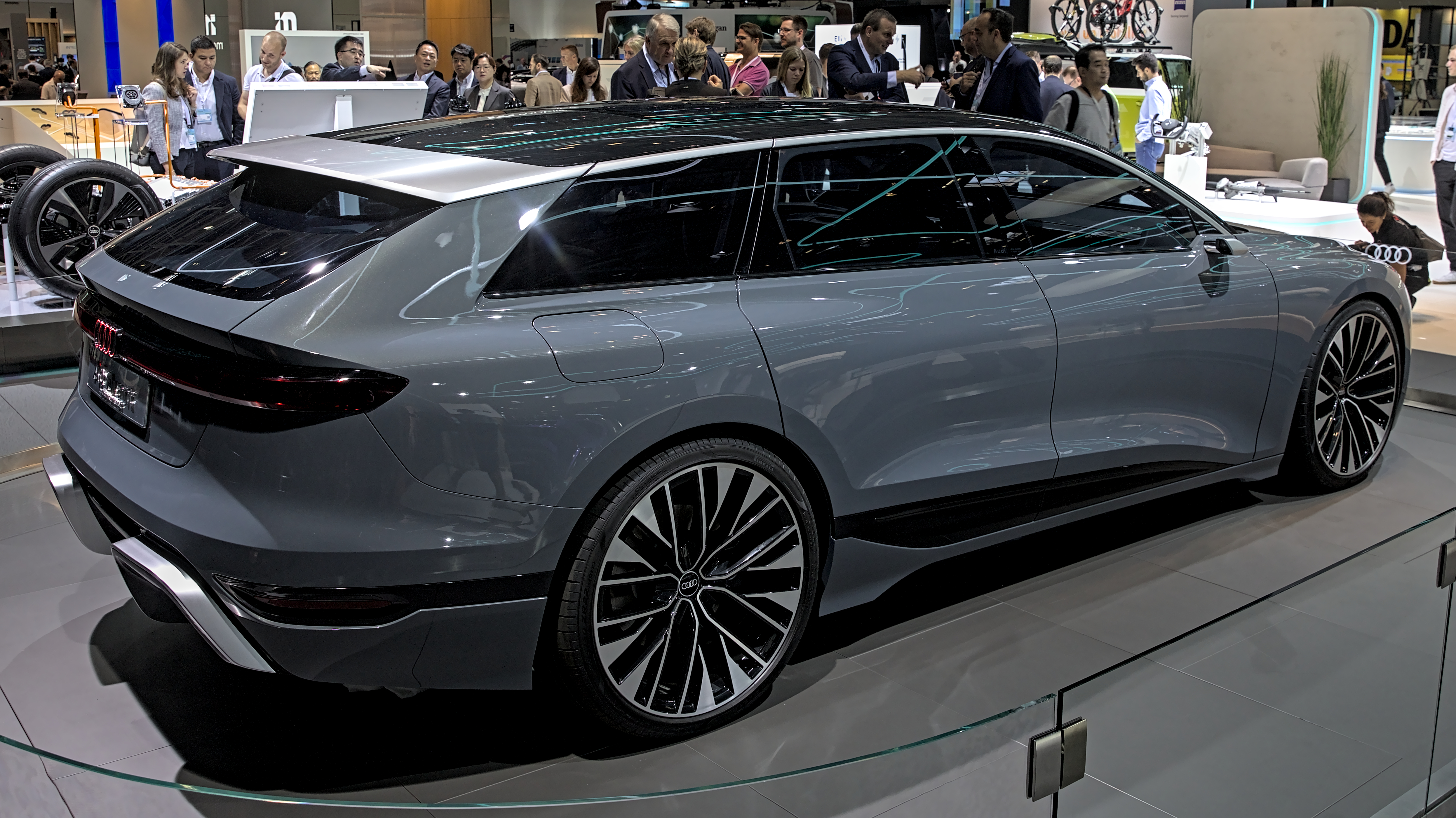
Вид сзади

Audi A6 e-tron — электромобиль бизнес-класса немецкой компании Audi AG, начало продаж которого запланировано на сентябрь 2024 года.

## История
Согласно недавно принятой стратегии Audi, чётные индексы достались электрическим моделям. Поэтому Audi A6 нового поколения — это электромобиль, который не связан со старыми поколениями А6, оснащёнными ДВС, так как старая модель переезжает на индекс А7.
Концепт-кар был презентован на Шанхайском автосалоне 2021 года, а затем — на Миланской неделе дизайна 2021 года в кузове Sportback. 
В 2022 году был представлен концепт Avant . 
31 июля 2024 года Audi представила новый A6 e-tron, который, как и презентовали, стал электрокаром. Доступны два варианта кузова: Sportback (лифтбек) и Avant (универсал). Заказать автомобили можно с сентября 2024 года. Цена на момент старта продаж составляет 75 600 евро. 

## Дизайн
Технически A6 e-tron похож на Audi Q6 e-tron и Porsche Macan (Type XAB) , модели основаны на платформе Premium Platform Electric от Volkswagen Group . 
Главная особенность в том, что электромобилям Audi достались двухэтажные фары, имеет утопленные дверные ручки и матричную светотехнику с возможностью изменения «рисунка».
Салон автомобиля повторяет интерьер кроссовера Audi Q6 e-tron и нового Audi A5 2024 г. в., он оснащён 12,9-дюймовой цифровой панелью приборов, которая дополнена 10,9-дюймовым дисплеем мультимедиа нового поколения на базе ОС Android Automotive и аналогичным по диагонали опциональным экраном для переднего пассажира. Также покупателям предложены панорамная крыша с эффектом регулировки затемнения стёкол, четырёхзонный климат-контроль с функцией ароматизации воздуха, аудиосистема Bang & Olufsen мощностью 830 Вт с двадцатью динамиками и продвинутый комплекс автономного вождения.
Электромобиль представлен с двумя типами кузова, причем седана среди них нет. На выбор — лифтбек Audi A6 e-tron Sportback и универсал Audi A6 e-tron Avant. Длина (4930 мм) и ширина (1920 мм) у них одинаковая, но универсал немного выше лифтбека: 1510 мм против 1490 мм. Колёсная база — 2950 мм. 
При разработке нового электромобиля особое внимание было уделено проработке аэродинамики. В результате Audi A6 e-tron может похвастать рекордным для марки показателем аэродинамического сопротивления Cx: всего 0,21 у лифтбека, хотя даже для концепт-кара заявляли 0,22. Универсал Avant менее обтекаемый: у него 0,24.

## Модификации
Батарея на 100 кВт*ч. Запас хода от 675 до 756 км.
Базовый Audi A6 e-tron оснащён единственным электромотором на задней оси, который выдаёт 367 л. с. У полноприводной версии quattro два мотора развивают 428 л. с. А ещё сразу представлена наиболее «драйверская» модификация Audi S6 e-tron, у которой два мотора совокупно выдают 503 л. с., а в режиме launch control мощность кратковременно достигает 551 л. с. В этом случае разгон до «сотни» занимает 3,7 с, максимальная скорость — 240 км/ч. Также обещана ещё более мощная модификация Audi RS6 e-tron, но она появится позже.
| A6 e-tron          | S6 e-tron          |
| 270 кВт (367 л.с.) | 370 кВт (503 л.с.) |
| ------------------ | ------------------ |